# Europeiska unionens internationella avtal

Europeiska unionen i världen.

Europeiska unionens internationella avtal är internationella avtal som slutits mellan Europeiska unionen (EU) eller dess föregångare, å ena sidan, och tredjeländer eller andra internationella organisationer, å andra sidan. De internationella avtalen utgör en del av unionsrättens rättskällor och har företräde framför de rättsakter som antagits av unionens institutioner, organ och byråer.
De internationella avtalen gör det möjligt för unionen att utveckla sina politiska, ekonomiska och sociala förbindelser med omvärlden. Inom områden där unionen har delad befogenhet med medlemsstaterna, ingår den internationella avtal gemensamt med medlemsstaterna, så kallade ”blandade avtal”.
Unionens internationella avtal kan delas upp i tre olika kategorier: associeringsavtal, samarbetsavtal och handelsavtal. Associeringsavtalen är de mest långtgående avtalen och innefattar nära ekonomiskt samarbete. Även samarbetsavtalen syftar till fördjupat ekonomiskt samarbete. Handelsavtal sluts med tredjeland, grupper av tredjeländer eller internationella handelsorganisationer i syfte att underlätta ömsesidig handel.

## Historia
Genom fördraget om upprättandet av Europeiska ekonomiska gemenskapen, som trädde i kraft den 1 januari 1958, fick Europeiska ekonomiska gemenskapen (EEG) möjlighet att ingå vissa internationella avtal inom sina befogenhetsområden. Sådana avtal rörde främst ekonomiska frågor, till exempel tull- och handelspolitiska avtal. I samband med att det europeiska samarbetet har utökats till att omfatta allt fler politiska frågor, har även möjligheterna att sluta avtal utökats till fler befogenhetsområden.
Genom fördraget om Europeiska unionen bildades EU den 1 november 1993. Dock saknade EU en egen juridisk person och avtal kunde därför endast ingås genom någon av dess tre tre pelare. Genom Lissabonfördraget avskaffades pelarstrukturen och EU fick följaktligen möjlighet att självt ingå internationella avtal från och med den 1 december 2009.

## Förfaranden

### Bemyndigande

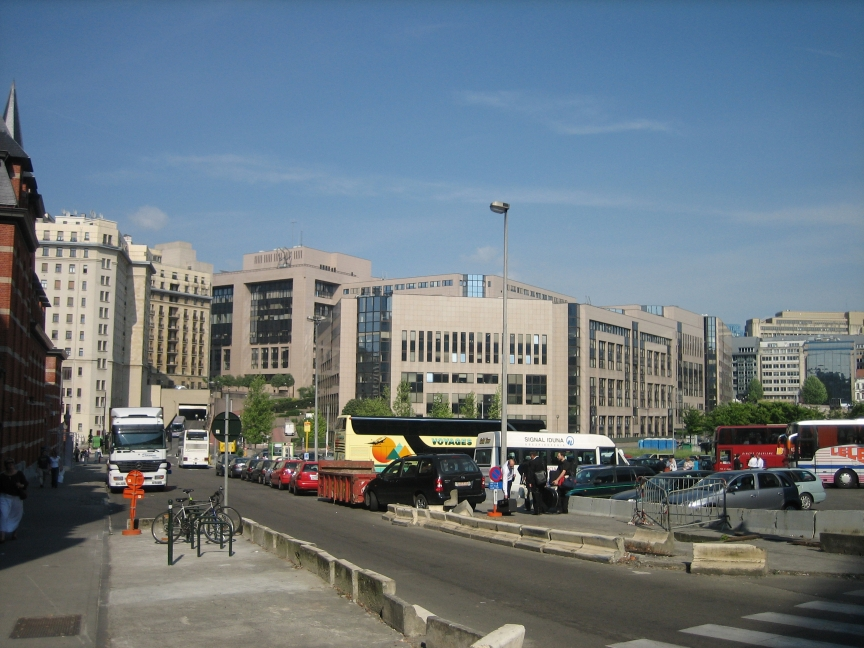
Rådets säte i Bryssel.

Med undantag för vissa särskilda bestämmelser inom unionens gemensamma handelspolitiken, följer varje avtal som Europeiska unionen sluter samma förhandlings- och ratificeringsförfarande. Detta förfarande har sin rättsliga grund i artikel 218 i fördraget om Europeiska unionens funktionssätt. Det är Europeiska unionens råd som ger bemyndigande att inleda förhandlingar, utfärda förhandlingsdirektiv, bemyndiga undertecknande och ingå avtal på unionens vägnar.
Det är dock Europeiska kommissionen som lägger fram rekommendationer om att inleda förhandlingar, utom i fråga om den gemensamma utrikes- och säkerhetspolitiken, då det är den höga representanten för utrikes frågor och säkerhetspolitik som ansvarar för detta.
I många fall krävs inte endast rådets godkännande för att ett beslut ska fattas, utan även Europaparlamentets godkännande.

### Förhandlingar

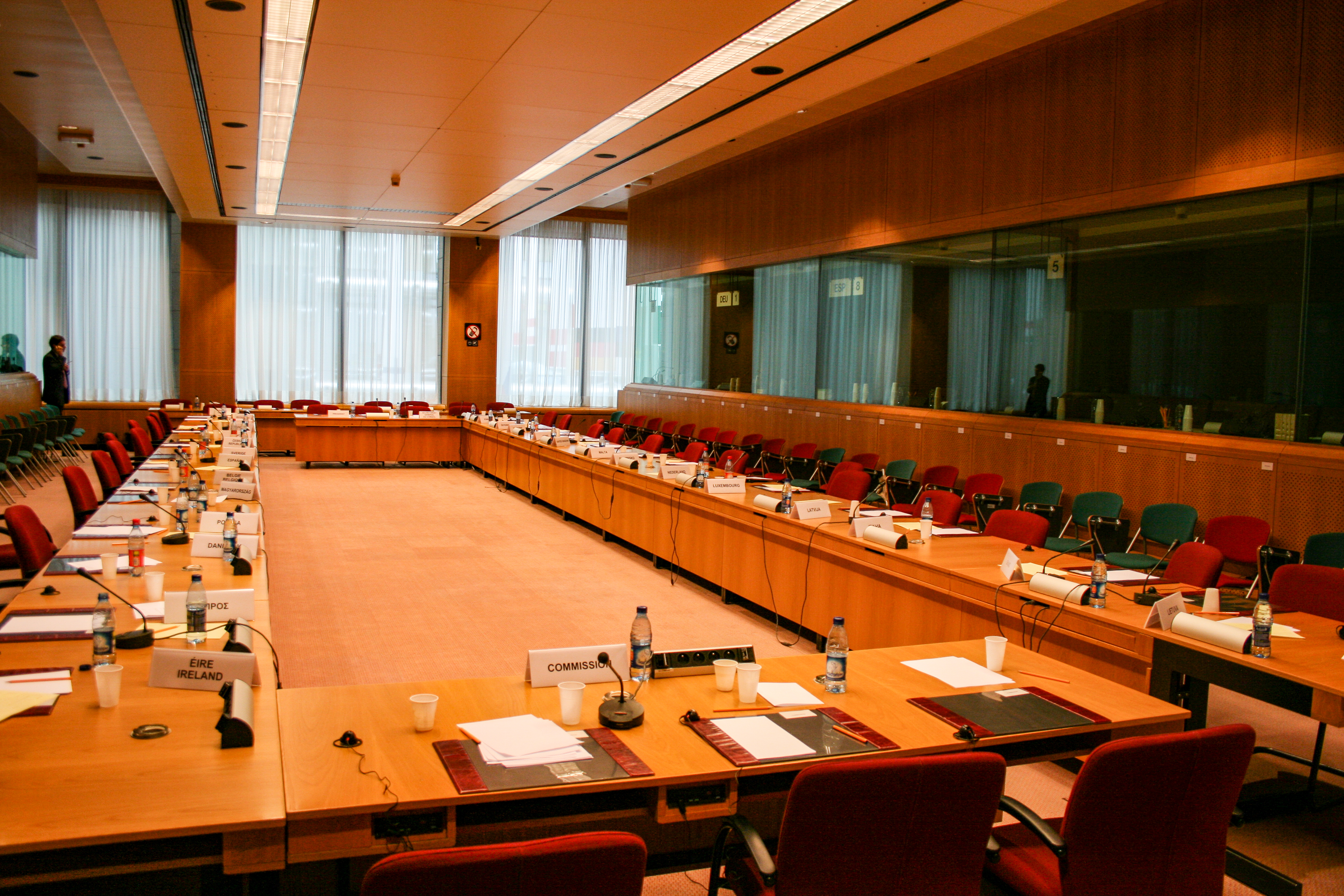
Det är rådet som bemyndigar förhandlingar om avtal för EU:s del.

I samband med att rådet bemyndigar förhandlingarna, ska det också utse unionens förhandlare eller chefen för unionens förhandlingsdelegation.
Rådet får ge förhandlaren vissa direktiv om förhandlingarna, och kan även utse en särskild kommitté som förhandlaren måste samråda med under förhandlingarnas gång. I fråga om den gemensamma handelspolitiken är det kommissionen som inleder förhandlingarna, efter godkännande av rådet. Rådet godkänner sådana avtal, i likhet med övriga internationella avtal, med kvalificerad majoritet.
Förhandlingar om avtal sker ofta på flera nivåer. Detaljer utarbetas på tjänstemannanivå, medan den slutliga texten måste godkännas av avtalsparterna själva. När avtalstexten väl är utarbetad ska rådet anta, på förslag av förhandlaren, ett beslut om att ingå avtalet.
Rådet antar i allmänhet ett sådant beslut med kvalificerad majoritet, utom i vissa undantagsfall.

### Ratificering

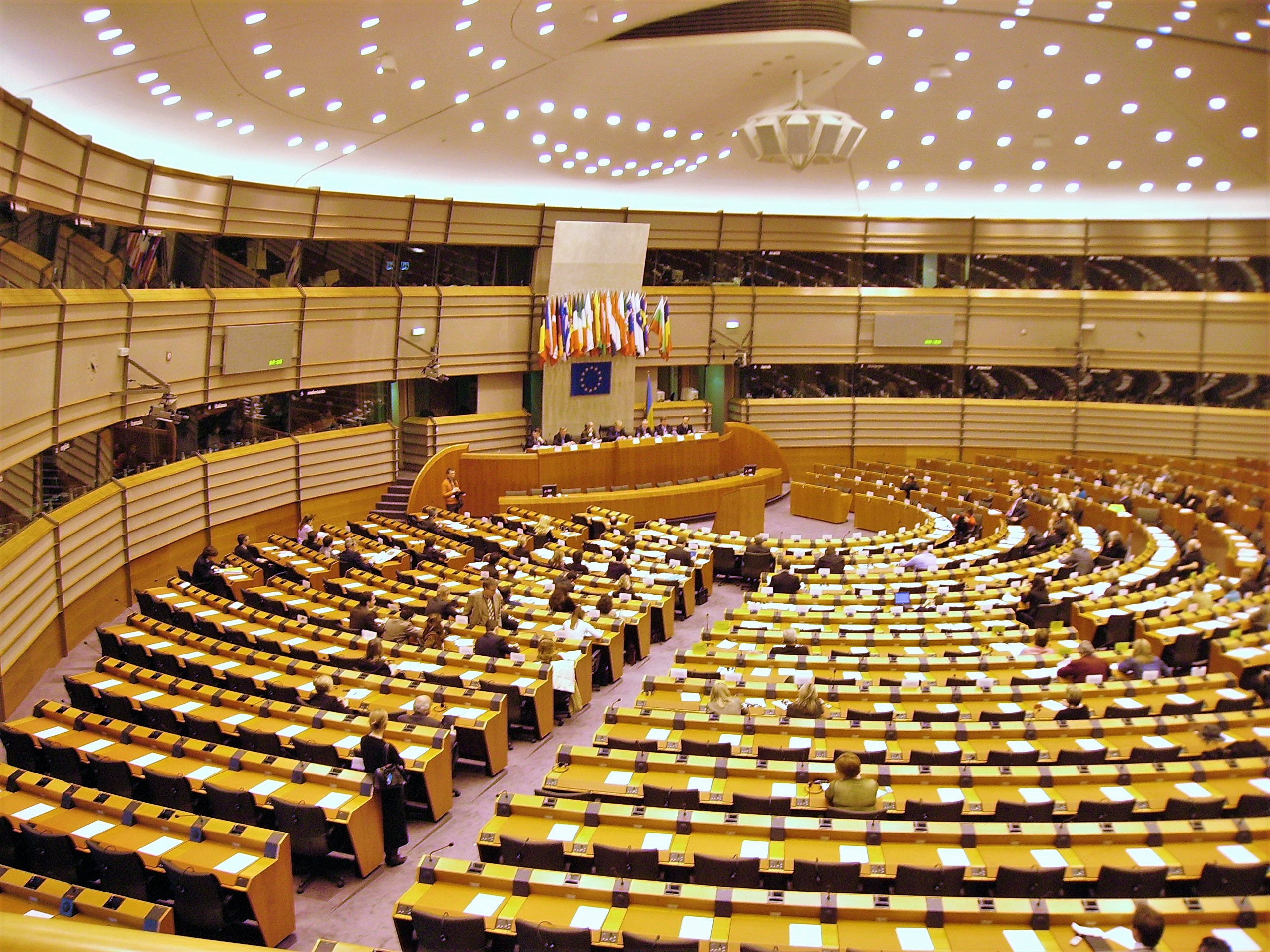
Europaparlamentets medgivande krävs för de flesta avtalen.

När en avtalstext är utarbetad måste den normalt ratificeras av avtalsparterna för att kunna träda i kraft. I många fall krävs det att alla avtalsparter ratificerar avtalet för att det ska träda i kraft, medan andra avtal endast kräver att en viss andel av avtalsparterna måste ratificera det för att det ska träda i kraft.
För unionens del ratificerar Europeiska unionens råd avtal genom ett beslut med kvalificerad majoritet, utom när det gäller avtal som rör ett område där enhällighet krävs för att anta en unionsakt samt för associeringsavtal och vissa avtal som sluts med kandidatländerna. Rådet beslutar också med enhällighet i frågor som rör unionens anslutning till Europakonventionen. Även Europaparlamentets godkännande krävs vid godkännande av bland annat associeringsavtal, Europakonventionen, avtal med budgetmässiga konsekvenser samt avtal som gäller områden som omfattas av det ordinarie lagstiftningsförfarandet eller ett särskilt lagstiftningsförfarande som kräver parlamentets godkännande. I övriga fall, med undantag för gemensamma utrikes- och säkerhetspolitiken, krävs att rådet endast samråder med parlamentet. Vissa avtal, som rör befogenhetsområden där EU har delade befogenheter med medlemsstaterna, krävs att även medlemsstaterna själva ratificerar ett avtal, i enlighet med deras respektive konstitutionella bestämmelser.

## Användande och genomförande

### Associeringsavtal
Associeringsavtal är det mest långtgående avtalet som unionen ingår med andra stater. Det innebär ett nära ekonomiskt samarbete och innefattar ofta också ett omfattande ekonomiskt stöd till den andra parten. Till denna kategori av avtal räknas bland annat avtalen med de utomeuropeiska länderna och territorierna, västra Balkans stabiliserings- och associeringsavtal, avtalen om tullunion med Andorra, San Marino och Turkiet samt avtalet som ligger till grund för Europeiska ekonomiska samarbetsområdet (EES). Till denna kategori räknades tidigare även Europaavtalen, som var avtal mellan unionen och de östeuropeiska stater som anslöt unionen 2004 och 2007.
Associeringsavtalen kan endast ingås efter ett enhälligt beslut i Europeiska unionens råd. De måste dessutom ratificeras av varje medlemsstat i unionen för att kunna träda i kraft. När det gäller de danska, franska och nederländska territorier som är associerade med Europeiska unionen, kan Europeiska rådet med enhällighet ändra deras status enligt ett förenklat förfarande som infördes genom Lissabonfördraget.

### Samarbetsavtal
Samarbetsavtalen är inte lika långtgående som associeringsavtalen, utan syftar enbart till ekonomiskt samarbete.
Sådana avtal har slutits med bland annat vissa stater kring Medelhavet, däribland länderna i Maghreb (Algeriet, Marocko och Tunisien), länderna i Mashrek (Egypten, Jordanien, Libanon och Syrien) samt Israel.
Eftersom samarbetsavtalen inte är lika omfattande som associeringsavtalen, kan sådana avtal antas av Europeiska unionens råd med kvalificerad majoritet. Vissa avtal kräver att även Europeiska unionens medlemsstater måste ratificera avtalet för att det ska kunna träda i kraft. Även Europaparlamentets godkännade krävs.

### Handelsavtal
Handelsavtalen utgör den tredje kategorin av internationella avtal som Europeiska unionen kan ingå. Sådana tull- och handelspolitiska avtal kan ingås med tredjeland, en grupp av tredjeländer eller en internationell organisation. Eftersom unionen har exklusiv befogenhet inom den gemensamma handelspolitiken kan inte medlemsstaterna själva ingå handelsavtal. Unionen har ingått ett handelsavtal som ligger till grund för upprättandet av Världshandelsorganisationen (WTO), där unionen representeras dels av sina medlemsstater, dels av Europeiska kommissionen. I likhet med samarbetsavtal, kan Europeiska unionens råd i allmänhet anta sådana avtal med kvalificerad majoritet efter Europaparlamentets godkännande. Under 2023 uppskattades unionens 42 handelsavtal med totalt 74 länder vara värda över två biljoner euro.